# Chiton corallinus
Chiton corallinus är en blötdjursart som först beskrevs av Risso 1826.  Chiton corallinus ingår i släktet Chiton och familjen Chitonidae. Inga underarter finns listade i Catalogue of Life.